# Troisième circonscription de la Vendée
La troisième circonscription de la Vendée est une division électorale française du département de la Vendée pour les élections législatives.
Stéphane Buchou, siégeant au groupe La République en marche, a été élu dans le cadre de cette circonscription à la suite des élections de 2017.

## Histoire
La circonscription est créée par l’ordonnance du 13 octobre 1958 relative à l’élection des députés à l’Assemblée nationale. Elle regroupe à l’origine les communes des cantons de Beauvoir-sur-Mer, Challans, L’Île-d’Yeu, La Mothe-Achard, Noirmoutier-en-l’Île, Les Sables-d’Olonne, Saint-Jean-de-Monts et Saint-Gilles-sur-Vie (devenu Saint-Gilles-Croix-de-Vie en 1967).
Par la loi du 10 juillet 1985 modifiant le Code électoral et relative à l’élection des députés, la circonscription est supprimée afin de permettre une représentation proportionnelle par département dans le cadre des élections législatives de 1986.
Deux nouvelles lois, celle du 11 juillet 1986 relative à l’élection des députés et autorisant le gouvernement à délimiter par ordonnance les circonscriptions électorales et celle du 24 novembre 1986 relative à la délimitation des circonscriptions pour l’élection des députés, recréent la circonscription. À partir de ce découpage, elle comprend les communes des cantons de Beauvoir-sur-Mer, L’Île-d’Yeu, Noirmoutier-en-l’Île, Les Sables-d’Olonne, Saint-Jean-de-Monts et Saint-Gilles-Croix-de-Vie,.
Comme les autres circonscriptions du département de la Vendée, elle n’est pas concernée par le découpage de circonscriptions législatives introduit par l’ordonnance du 29 juillet 2009 portant répartition des sièges et délimitation des circonscriptions pour l’élection des députés.
À la suite de la loi du 17 mai 2013 relative à l’élection des conseillers départementaux, des conseillers municipaux et des conseillers communautaires, et modifiant le calendrier électoral et du décret du 17 février 2014 portant délimitation des cantons dans le département de la Vendée,, le découpage des cantons ne correspond plus nécessairement aux limites des circonscriptions ; selon la décision dite « Hyest » du 21 mai 2014 du Conseil d’État, « aucun texte n’impose que les limites des cantons coïncident avec celles des arrondissements, ni avec celles d’autres circonscriptions électorales ou subdivisions administratives ». Depuis le 2 avril 2015, la circonscription recouvre donc l’intégralité des cantons de L’Île-d’Yeu, Les Sables-d’Olonne, Saint-Jean-de-Monts et Saint-Hilaire-de-Riez et partiellement celui de Talmont-Saint-Hilaire.

Évolution du territoire de la troisième circonscription depuis 1958
Découpage de 1986 (depuis 1988).
Découpage de 1958 (1958-1981).

## Composition
| Nom                       | Code Insee | Intercommunalité                                   | Superficie (km2) | Population (dernière pop. légale) | Densité (hab./km2) |
| ------------------------- | ---------- | -------------------------------------------------- | ---------------- | --------------------------------- | ------------------ |
| L’Aiguillon-sur-Vie       | 85002      | CA Pays de Saint-Gilles-Croix-de-Vie Agglomération | 23,22            | 1 918 (2015)                      | 83                 |
| Barbâtre                  | 85011      | CC de l'Île-de-Noirmoutier                         | 12,47            | 1 780 (2015)                      | 143                |
| La Barre-de-Monts         | 85012      | CC Océan-Marais-de-Monts                           | 27,81            | 2 188 (2015)                      | 79                 |
| Beauvoir-sur-Mer          | 85018      | CC Challans-Gois-Communauté                        | 35,19            | 3 947 (2015)                      | 112                |
| Bouin                     | 85029      | CC Challans-Gois-Communauté                        | 51,31            | 2 152 (2015)                      | 42                 |
| Brem-sur-Mer              | 85243      | CA Pays de Saint-Gilles-Croix-de-Vie Agglomération | 15,85            | 2 601 (2015)                      | 164                |
| Bretignolles-sur-Mer      | 85035      | CA Pays de Saint-Gilles-Croix-de-Vie Agglomération | 27,32            | 4 434 (2015)                      | 162                |
| La Chaize-Giraud          | 85045      | CA Pays de Saint-Gilles-Croix-de-Vie Agglomération | 2,71             | 1 054 (2015)                      | 389                |
| Château-d’Olonne          | 85060      | Les Sables-d’Olonne-Agglomération                  | 31,29            | 13 834 (2015)                     | 442                |
| Coëx                      | 85070      | CA Pays de Saint-Gilles-Croix-de-Vie Agglomération | 39,56            | 3 134 (2015)                      | 79                 |
| Commequiers               | 85071      | CA Pays de Saint-Gilles-Croix-de-Vie Agglomération | 40,26            | 3 407 (2015)                      | 85                 |
| L’Épine                   | 85083      | CC de l'Île-de-Noirmoutier                         | 8,95             | 1 654 (2015)                      | 185                |
| Le Fenouiller             | 85088      | CA Pays de Saint-Gilles-Croix-de-Vie Agglomération | 17,81            | 4 572 (2015)                      | 257                |
| Givrand                   | 85100      | CA Pays de Saint-Gilles-Croix-de-Vie Agglomération | 11,69            | 2 082 (2015)                      | 178                |
| La Guérinière             | 85106      | CC de l'Île-de-Noirmoutier                         | 7,82             | 1 363 (2015)                      | 174                |
| L’Île-d’Olonne            | 85112      | CA Les Sables-d'Olonne-Agglomération               | 19,23            | 2 710 (2015)                      | 141                |
| L’Île-d’Yeu               | 85113      | -                                                  | 23,32            | 4 771 (2015)                      | 205                |
| Landevieille              | 85120      | CA Pays de Saint-Gilles-Croix-de-Vie Agglomération | 13,57            | 1 354 (2015)                      | 100                |
| Noirmoutier-en-l’Île      | 85163      | CC de l'Île-de-Noirmoutier                         | 19,59            | 4 666 (2015)                      | 238                |
| Notre-Dame-de-Monts       | 85164      | CC Océan-Marais-de-Monts                           | 20,62            | 2 029 (2015)                      | 98                 |
| Notre-Dame-de-Riez        | 85189      | CA Pays de Saint-Gilles-Croix-de-Vie Agglomération | 14,62            | 2 043 (2015)                      | 140                |
| Le Perrier                | 85172      | CC Océan-Marais-de-Monts                           | 33,22            | 1 954 (2015)                      | 59                 |
| Olonne-sur-Mer            | 85166      | Les Sables-d’Olonne-Agglomération                  | 46,08            | 14 875 (2015)                     | 323                |
| Les Sables-d’Olonne       | 85194      | CA Les Sables-d'Olonne-Agglomération               | 85,66            | 43 219 (2016)                     | 505                |
| Sainte-Foy                | 85214      | CA Les Sables-d'Olonne-Agglomération               | 15,62            | 2 017 (2015)                      | 129                |
| Saint-Gervais             | 85221      | CC Challans-Gois-Communauté                        | 41,90            | 2 573 (2015)                      | 61                 |
| Saint-Gilles-Croix-de-Vie | 85222      | CA Pays de Saint-Gilles-Croix-de-Vie Agglomération | 10,25            | 7 540 (2015)                      | 736                |
| Saint-Hilaire-de-Riez     | 85226      | CA Pays de Saint-Gilles-Croix-de-Vie Agglomération | 48,85            | 11 222 (2015)                     | 230                |
| Saint-Jean-de-Monts       | 85234      | CC Océan-Marais-de-Monts                           | 61,72            | 8 621 (2015)                      | 140                |
| Saint-Maixent-sur-Vie     | 85239      | CA Pays de Saint-Gilles-Croix-de-Vie Agglomération | 10,71            | 1 036 (2015)                      | 97                 |
| Saint-Révérend            | 85268      | CA Pays de Saint-Gilles-Croix-de-Vie Agglomération | 15,82            | 1 423 (2015)                      | 90                 |
| Saint-Urbain              | 85273      | CC Challans-Gois-Communauté                        | 16,39            | 1 778 (2015)                      | 108                |
| Soullans                  | 85284      | CC Océan-Marais-de-Monts                           | 41,09            | 4 220 (2015)                      | 103                |
| Vairé                     | 85298      | CA Les Sables-d'Olonne-Agglomération               | 28,12            | 1 633 (2015)                      | 58                 |

## Historique des députations
| Législature | Début de mandat | Fin de mandat  | Député          | Parti politique | Observations |
| ----------- | --------------- | -------------- | --------------- | --------------- | --- |
| Ire         | 9 décembre 1958 | 9 octobre 1962 | Louis Michaud   | MRP             | Mandat écourté à la suite d'une dissolution parlementaire décidée par Charles de Gaulle. |
| IIe         | 6 décembre 1962 | 2 avril 1967   | Louis Michaud   | MRP             | |
| IIIe        | 3 avril 1967    | 30 mai 1968    | Pierre Mauger   | UDR             | Mandat écourté à la suite d'une dissolution parlementaire décidée par Charles de Gaulle. |
| IVe         | 11 juillet 1968 | 1er avril 1973 | Pierre Mauger   | UDR             | |
| Ve          | 2 avril 1973    | 2 avril 1978   | Pierre Mauger   | UDR             | |
| VIe         | 3 avril 1978    | 22 mai 1981    | Pierre Mauger   | RPR             | Mandat écourté à la suite d'une dissolution parlementaire décidée par François Mitterrand. |
| VIIe        | 2 juillet 1981  | 1er avril 1986 | Pierre Mauger   | RPR             | |
| VIIIe       | 2 avril 1986    | 14 mai 1988    | Aucun           | Aucun           | Proportionnelle par département, pas de député par circonscription Proportionnelle par département, pas de député par circonscription. Mandat écourté à la suite d'une dissolution parlementaire décidée par François Mitterrand. |
| IXe         | 23 juin 1988    | 1er avril 1993 | Pierre Mauger   | RPR             | |
| Xe          | 2 avril 1993    | 21 avril 1997  | Louis Guédon    | RPR             | Mandat écourté à la suite d'une dissolution parlementaire décidée par Jacques Chirac. |
| XIe         | 12 juin 1997    | 18 juin 2002   | Louis Guédon    | RPR             | |
| XIIe        | 19 juin 2002    | 19 juin 2007   | Louis Guédon    | UMP             | |
| XIIIe       | 20 juin 2007    | 19 juin 2012   | Louis Guédon    | UMP             | |
| XIVe        | 20 juin 2012    | 20 juin 2017   | Yannick Moreau  | DVD             | |
| XVe         | 21 juin 2017    | 21 juin 2022   | Stéphane Buchou | LREM            | |
| XVIe        | 22 juin 2022    | 9 juin 2024    | Stéphane Buchou | LREM            | Mandat écourté à la suite d'une dissolution parlementaire décidée par Emmanuel Macron. |
| XVIIe       | 8 juillet 2024  | En cours       | Stéphane Buchou | RE              | |

## Historique des élections

### Élections de 1958
| Candidat       | Candidat                   | Parti                     | Premier tour | Premier tour | Second tour | Second tour |  |
| Candidat       | Candidat                   | Parti                     | Voix         | %            | Voix        | %           |  |
| -------------- | -------------------------- | ------------------------- | ------------ | ------------ | ----------- | ----------- |  |
|                | Louis Michaud élu          | MRP                       | 15 061       | 28,97        | 30 301      | 59,92       |  |
|                | Armand de Baudry d'Asson   | CNIP                      | 12 451       | 23,95        | 15 927      | 31,5        |  |
|                | Charles Rousseau           | Modérés                   | 5 318        | 10,23        | Retrait     | Retrait     |  |
|                | Michel Trécourt-Raimondeau | Divers droite (Gaulliste) | 4 472        | 8,6          | Retrait     | Retrait     |  |
|                | François Boux de Casson    | UFF                       | 4 099        | 7,88         | Retrait     | Retrait     |  |
|                | Odette Roux                | PCF                       | 4 042        | 7,77         | 4 340       | 8,58        |  |
|                | Jean Blanc du Collet       | SFIO                      | 3 488        | 6,71         | Retrait     | Retrait     |  |
|                | Cléophas Rataud            | UFF                       | 3 065        | 5,89         | Retrait     | Retrait     |  |
|                |                            |                           |              |              |             |             |  |
| Inscrits       | Inscrits                   | Inscrits                  | 67 891       | 100,00       | 67 851      | 100,00      |  |
| Abstentions    | Abstentions                | Abstentions               | 13 429       | 19,78        | 15 389      | 22,68       |  |
| Votants        | Votants                    | Votants                   | 54 462       | 80,22        | 52 462      | 77,32       |  |
| Blancs et nuls | Blancs et nuls             | Blancs et nuls            | 2 466        | 4,53         | 1 894       | 3,61        |  |
| Exprimés       | Exprimés                   | Exprimés                  | 51 996       | 95,47        | 50 568      | 96,39       |  |

Le suppléant de Louis Michaud était Pierre Farcy, notaire, conseiller général, adjoint au maire de Saint-Jean-de-Monts.

### Élections de 1962
|                | Louis Michaud sortant réélu | MRP            | 25 851 | 62,65  |  |  |  |
|                | Michel Trécourt-Raimondeau  | CNIP           | 6 905  | 16,73  |  |  |  |
|                | Odette Roux                 | PCF            | 4 487  | 10,87  |  |  |  |
|                | Jacques Sinard              | SFIO           | 4 018  | 9,74   |  |  |  |
|                |                             |                |        |        |  |  |  |
| Inscrits       | Inscrits                    | Inscrits       | 68 433 | 100,00 |  |  |  |
| Abstentions    | Abstentions                 | Abstentions    | 23 593 | 34,48  |  |  |  |
| Votants        | Votants                     | Votants        | 44 840 | 65,52  |  |  |  |
| Blancs et nuls | Blancs et nuls              | Blancs et nuls | 3 579  | 7,98   |  |  |  |
| Exprimés       | Exprimés                    | Exprimés       | 41 261 | 92,02  |  |  |  |

Le suppléant de Louis Michaud était Pierre Farcy.

### Élections de 1967
| Candidat       | Candidat              | Parti          | Premier tour | Premier tour | Second tour | Second tour |  |
| Candidat       | Candidat              | Parti          | Voix         | %            | Voix        | %           |  |
| -------------- | --------------------- | -------------- | ------------ | ------------ | ----------- | ----------- |  |
|                | Pierre Mauger élu     | UD-Ve          | 16 450       | 29,63        | 20 447      | 38,42       |  |
|                | Jean Léveillé         | Modérés        | 15 040       | 27,09        | 20 146      | 37,85       |  |
|                | Louis Michaud sortant | CD (PDM)       | 14 603       | 26,3         | 12 631      | 23,73       |  |
|                | Odette Roux           | PCF            | 5 710        | 10,28        |             |             |  |
|                | Philippe Puaud        | FGDS (SFIO)    | 3 719        | 6,7          |             |             |  |
|                |                       |                |              |              |             |             |  |
| Inscrits       | Inscrits              | Inscrits       | 70 178       | 100,00       | 70 170      | 100,00      |  |
| Abstentions    | Abstentions           | Abstentions    | 12 817       | 18,26        | 14 367      | 20,47       |  |
| Votants        | Votants               | Votants        | 57 361       | 81,74        | 55 803      | 79,53       |  |
| Blancs et nuls | Blancs et nuls        | Blancs et nuls | 1 839        | 3,21         | 2 579       | 4,62        |  |
| Exprimés       | Exprimés              | Exprimés       | 55 522       | 96,79        | 53 224      | 95,38       |  |

Le suppléant de Pierre Mauger était Jean-Jacques Viguié, docteur en pharmacie, premier adjoint au maire de Saint-Jean-de-Monts.

### Élections de 1968
| Candidat       | Candidat                    | Parti          | Premier tour | Premier tour | Second tour | Second tour |  |
| Candidat       | Candidat                    | Parti          | Voix         | %            | Voix        | %           |  |
| -------------- | --------------------------- | -------------- | ------------ | ------------ | ----------- | ----------- |  |
|                | Pierre Mauger sortant réélu | UDR (URP)      | 26 174       | 46,27        | 30 682      | 100,00      |  |
|                | Jean Léveillé               | RI             | 20 702       | 36,6         | Retrait     | Retrait     |  |
|                | Odette Roux                 | PCF            | 4 256        | 7,52         |             |             |  |
|                | Jean Alibert                | FGDS (SFIO)    | 3 858        | 6,82         |             |             |  |
|                | P. Gauthier                 | PSU            | 1 573        | 2,78         |             |             |  |
|                |                             |                |              |              |             |             |  |
| Inscrits       | Inscrits                    | Inscrits       | 70 522       | 100,00       | 70 503      | 100,00      |  |
| Abstentions    | Abstentions                 | Abstentions    | 12 670       | 17,97        | 32 781      | 46,5        |  |
| Votants        | Votants                     | Votants        | 57 852       | 82,03        | 37 722      | 53,5        |  |
| Blancs et nuls | Blancs et nuls              | Blancs et nuls | 1 289        | 2,23         | 7 040       | 18,66       |  |
| Exprimés       | Exprimés                    | Exprimés       | 56 563       | 97,77        | 30 682      | 81,34       |  |

Le suppléant de Pierre Mauger était Jean-Jacques Viguié.

### Élections de 1973
| Candidat       | Candidat                    | Parti          | Premier tour | Premier tour | Second tour | Second tour |  |
| Candidat       | Candidat                    | Parti          | Voix         | %            | Voix        | %           |  |
| -------------- | --------------------------- | -------------- | ------------ | ------------ | ----------- | ----------- |  |
|                | Pierre Mauger sortant réélu | UDR (URP)      | 20 223       | 33,23        | 25 866      | 42,58       |  |
|                | Jean Léveillé               | RI             | 18 235       | 29,97        | 21 163      | 34,84       |  |
|                | Jean Alibert                | PS (UGSD)      | 9 436        | 15,51        | 13 714      | 22,58       |  |
|                | Édouard Anger               | CD (MR)        | 7 866        | 12,93        | Retrait     | Retrait     |  |
|                | Michel Clément              | PCF            | 5 075        | 8,34         |             |             |  |
|                | François Boux de Casson     | Divers droite  | 15           | 0,02         |             |             |  |
|                |                             |                |              |              |             |             |  |
| Inscrits       | Inscrits                    | Inscrits       | 76 429       | 100,00       | 76 419      | 100,00      |  |
| Abstentions    | Abstentions                 | Abstentions    | 13 416       | 17,55        | 14 255      | 18,65       |  |
| Votants        | Votants                     | Votants        | 63 013       | 82,45        | 62 164      | 81,35       |  |
| Blancs et nuls | Blancs et nuls              | Blancs et nuls | 2 163        | 3,43         | 1 421       | 2,29        |  |
| Exprimés       | Exprimés                    | Exprimés       | 60 850       | 96,57        | 60 743      | 97,71       |  |

Le suppléant de Pierre Mauger était Jean-Jacques Viguié.

### Élections de 1978
| Candidat       | Candidat                    | Parti          | Premier tour | Premier tour | Second tour | Second tour |  |
| Candidat       | Candidat                    | Parti          | Voix         | %            | Voix        | %           |  |
| -------------- | --------------------------- | -------------- | ------------ | ------------ | ----------- | ----------- |  |
|                | Pierre Mauger sortant réélu | RPR            | 26 419       | 36,21        | 48 088      | 66,32       |  |
|                | Jean Léveillé               | UDF (PR)       | 22 908       | 31,4         | Retrait     | Retrait     |  |
|                | Daniel Coutant              | PS             | 14 335       | 19,65        | 24 421      | 33,68       |  |
|                | Alain Mairesse              | PCF            | 7 065        | 9,68         |             |             |  |
|                | Florence Lemagny            | LO             | 2 236        | 3,06         |             |             |  |
|                |                             |                |              |              |             |             |  |
| Inscrits       | Inscrits                    | Inscrits       | 89 447       | 100,00       | 89 408      | 100,00      |  |
| Abstentions    | Abstentions                 | Abstentions    | 14 213       | 15,89        | 14 915      | 16,68       |  |
| Votants        | Votants                     | Votants        | 75 234       | 84,11        | 74 493      | 83,32       |  |
| Blancs et nuls | Blancs et nuls              | Blancs et nuls | 2 271        | 3,02         | 1 984       | 2,66        |  |
| Exprimés       | Exprimés                    | Exprimés       | 72 963       | 96,98        | 72 509      | 97,34       |  |

Le suppléant de Pierre Mauger était Jean-Jacques Viguié.

### Élections de 1981
|                | Pierre Mauger élu    | RPR (UNM)      | 37 972 | 58,15  |  |  |  |
|                | Brigitte Brunetière  | PS             | 14 868 | 22,77  |  |  |  |
|                | Marcel Guilbaud      | MRG            | 9 388  | 14,35  |  |  |  |
|                | Jean-Bernard Lecomte | PCF            | 3 089  | 4,73   |  |  |  |
|                |                      |                |        |        |  |  |  |
| Inscrits       | Inscrits             | Inscrits       | 94 685 | 100,00 |  |  |  |
| Abstentions    | Abstentions          | Abstentions    | 28 048 | 29,62  |  |  |  |
| Votants        | Votants              | Votants        | 66 637 | 70,38  |  |  |  |
| Blancs et nuls | Blancs et nuls       | Blancs et nuls | 1 320  | 1,98   |  |  |  |
| Exprimés       | Exprimés             | Exprimés       | 65 317 | 98,02  |  |  |  |

Le suppléant de Pierre Mauger était Jean-Jacques Viguié.

### Élections de 1988
|                | Pierre Mauger sortant réélu | RPR (URC)      | 27 371 | 54,72  |  |  |  |
|                | Brigitte Brunetière         | PS             | 16 304 | 32,6   |  |  |  |
|                | Paul Petitdidier            | FN             | 3 822  | 7,64   |  |  |  |
|                | Jean-Bernard Lecomte        | PCF            | 2 519  | 5,04   |  |  |  |
|                |                             |                |        |        |  |  |  |
| Inscrits       | Inscrits                    | Inscrits       | 78 707 | 100,00 |  |  |  |
| Abstentions    | Abstentions                 | Abstentions    | 27 170 | 34,52  |  |  |  |
| Votants        | Votants                     | Votants        | 51 537 | 65,48  |  |  |  |
| Blancs et nuls | Blancs et nuls              | Blancs et nuls | 1 521  | 2,95   |  |  |  |
| Exprimés       | Exprimés                    | Exprimés       | 50 016 | 97,05  |  |  |  |

Le suppléant de Pierre Mauger était Jean Rousseau, principal de collège, maire de Saint-Gilles-Croix-de-Vie.

### Élections de 1993
| Candidat       | Candidat             | Parti          | Premier tour | Premier tour | Second tour | Second tour |  |
| Candidat       | Candidat             | Parti          | Voix         | %            | Voix        | %           |  |
| -------------- | -------------------- | -------------- | ------------ | ------------ | ----------- | ----------- |  |
|                | Louis Guédon élu     | RPR (UPF)      | 24 753       | 45,99        | 32 821      | 65,21       |  |
|                | Jacques Fraisse      | PS (ADFP)      | 9 777        | 18,16        | 17 514      | 34,79       |  |
|                | Paul Petitdidier     | FN             | 6 409        | 11,91        |             |             |  |
|                | André Buchou         | Divers droite  | 4 717        | 8,76         |             |             |  |
|                | Bernard Massuyeau    | GÉ (EÉ)        | 3 985        | 7,4          |             |             |  |
|                | Jean-Bernard Lecomte | PCF            | 2 261        | 4,2          |             |             |  |
|                | Marc Hermouet        | LT-LNÉ         | 1 923        | 3,57         |             |             |  |
|                |                      |                |              |              |             |             |  |
| Inscrits       | Inscrits             | Inscrits       | 84 061       | 100,00       | 83 560      | 100,00      |  |
| Abstentions    | Abstentions          | Abstentions    | 26 672       | 31,73        | 29 639      | 35,47       |  |
| Votants        | Votants              | Votants        | 57 389       | 68,27        | 53 921      | 64,53       |  |
| Blancs et nuls | Blancs et nuls       | Blancs et nuls | 3 564        | 6,21         | 3 586       | 6,65        |  |
| Exprimés       | Exprimés             | Exprimés       | 53 825       | 93,79        | 50 335      | 93,35       |  |

Le suppléant de Louis Guédon était Jean Crochet, docteur en médecine, maire de Soullans.

### Élections de 1997
| Candidat       | Candidat                   | Parti          | Premier tour | Premier tour | Second tour | Second tour |  |
| Candidat       | Candidat                   | Parti          | Voix         | %            | Voix        | %           |  |
| -------------- | -------------------------- | -------------- | ------------ | ------------ | ----------- | ----------- |  |
|                | Louis Guédon sortant réélu | RPR            | 23 604       | 43,31        | 31 868      | 57,16       |  |
|                | Jacques Fraisse            | PS             | 15 141       | 27,78        | 23 887      | 42,84       |  |
|                | Paul Petitdidier           | FN             | 7 851        | 14,41        |             |             |  |
|                | Bernard Massuyeau          | Les Verts      | 2 632        | 4,83         |             |             |  |
|                | Yann Massonnet             | PCF            | 2 522        | 4,63         |             |             |  |
|                | Françoise Rondeau          | MÉI            | 1 555        | 2,85         |             |             |  |
|                | Guy Barrier                | IR             | 1 192        | 2,19         |             |             |  |
|                |                            |                |              |              |             |             |  |
| Inscrits       | Inscrits                   | Inscrits       | 86 255       | 100,00       | 86 256      | 100,00      |  |
| Abstentions    | Abstentions                | Abstentions    | 28 072       | 32,55        | 26 835      | 31,11       |  |
| Votants        | Votants                    | Votants        | 58 183       | 67,45        | 59 421      | 68,89       |  |
| Blancs et nuls | Blancs et nuls             | Blancs et nuls | 3 686        | 6,34         | 3 666       | 6,17        |  |
| Exprimés       | Exprimés                   | Exprimés       | 54 497       | 93,66        | 55 755      | 93,83       |  |

Le suppléant de Louis Guédon était Jean Crochet.

### Élections de 2002
|                | Louis Guédon sortant réélu | UMP               | 30 838 | 51,63  |  |  |  |
|                | Jacques Fraisse            | PS                | 15 100 | 25,28  |  |  |  |
|                | Danièle Vouzellaud         | FN                | 5 208  | 8,72   |  |  |  |
|                | Catherine Boudigou         | Les Verts         | 1 988  | 3,33   |  |  |  |
|                | Gilles Douillard           | CPNT              | 1 701  | 2,85   |  |  |  |
|                | Line Roux-Calviera         | PCF               | 1 127  | 1,89   |  |  |  |
|                | Paul Petitdidier           | MNR               | 837    | 1,4    |  |  |  |
|                | Raymond Cadière            | Divers            | 830    | 1,39   |  |  |  |
|                | Daniel Pilaudeau           | LO                | 751    | 1,26   |  |  |  |
|                | Philippe Foure             | Divers écologiste | 593    | 0,99   |  |  |  |
|                | Marinette Bache            | Pôle républicain  | 525    | 0,88   |  |  |  |
|                | Joël Doucineau             | Divers            | 227    | 0,38   |  |  |  |
|                |                            |                   |        |        |  |  |  |
| Inscrits       | Inscrits                   | Inscrits          | 96 665 | 100,00 |  |  |  |
| Abstentions    | Abstentions                | Abstentions       | 35 724 | 36,96  |  |  |  |
| Votants        | Votants                    | Votants           | 60 941 | 63,04  |  |  |  |
| Blancs et nuls | Blancs et nuls             | Blancs et nuls    | 1 216  | 2      |  |  |  |
| Exprimés       | Exprimés                   | Exprimés          | 59 725 | 98     |  |  |  |

Le suppléant de Louis Guédon était Patrick Nayl, infirmier, maire de Saint-Gilles-Croix-de-Vie, Président de la Communauté de communes "Côte de Lumière".

### Élections de 2007
|                | Louis Guédon sortant réélu | UMP            | 34 133  | 52,74  |  |  |  |
|                | Jacques Baud               | PS             | 11 692  | 18,07  |  |  |  |
|                | Xavier Gerbaud             | UDF–MoDem      | 5 514   | 8,52   |  |  |  |
|                | Olivier d'Audiffret        | Divers droite  | 2 300   | 3,55   |  |  |  |
|                | Françoise Gilbert          | Les Verts      | 2 144   | 3,31   |  |  |  |
|                | Danièle Vouzellaud         | FN             | 2 004   | 3,1    |  |  |  |
|                | Frédérique Marsal          | PCF            | 1 717   | 2,65   |  |  |  |
|                | François de Chanterac      | CNIP           | 1 249   | 1,93   |  |  |  |
|                | Erick Marolleau            | CPNT           | 1 187   | 1,83   |  |  |  |
|                | Jean-Yves Thérin           | LO             | 781     | 1,21   |  |  |  |
|                | Paul Petitdidier           | MNR            | 780     | 1,21   |  |  |  |
|                | Philippe Fouré             | MHAN           | 751     | 1,16   |  |  |  |
|                | Geneviève Lebouteux        | Divers         | 456     | 0,7    |  |  |  |
|                | Danielle Chéret            | Divers         | 6       | 0,01   |  |  |  |
|                |                            |                |         |        |  |  |  |
| Inscrits       | Inscrits                   | Inscrits       | 108 496 | 100,00 |  |  |  |
| Abstentions    | Abstentions                | Abstentions    | 42 422  | 39,1   |  |  |  |
| Votants        | Votants                    | Votants        | 66 074  | 60,9   |  |  |  |
| Blancs et nuls | Blancs et nuls             | Blancs et nuls | 1 360   | 2,06   |  |  |  |
| Exprimés       | Exprimés                   | Exprimés       | 64 714  | 97,94  |  |  |  |

### Élections de 2012
| Candidat                                      | Candidat             | Parti          | Premier tour | Premier tour | Second tour | Second tour |  |
| Candidat                                      | Candidat             | Parti          | Voix         | %            | Voix        | %           |  |
| --------------------------------------------- | -------------------- | -------------- | ------------ | ------------ | ----------- | ----------- |  |
|                                               | Louis Guédon sortant | UMP            | 19 357       | 28,93        | 22 260      | 45,78       |  |
|                                               | Yannick Moreau élu   | Divers droite  | 13 097       | 19,58        | 26 359      | 54,22       |  |
|                                               | Jacques Fraisse      | Divers gauche  | 11 903       | 17,79        |             |             |  |
|                                               | Claudine Goichon     | EÉLV (PS)      | 7 870        | 11,76        |             |             |  |
|                                               | Danièle Vouzellaud   | FN             | 6 895        | 10,31        |             |             |  |
|                                               | Olivier Lineatte     | FG (PCF)       | 2 343        | 3,50         |             |             |  |
|                                               | Christian Praud      | MoDem          | 2 083        | 3,11         |             |             |  |
|                                               | Philippe Comte       | Divers droite  | 1 407        | 2,01         |             |             |  |
|                                               | Philippe Foure       | LT-LNÉ         | 961          | 1,44         |             |             |  |
|                                               | Catherine Bouillon   | DLR            | 468          | 0,70         |             |             |  |
|                                               | Dominique Belugou    | NPA            | 262          | 0,39         |             |             |  |
|                                               | Jean-Yves Therin     | LO             | 253          | 0,38         |             |             |  |
|                                               |                      |                |              |              |             |             |  |
| Inscrits                                      | Inscrits             | Inscrits       | 113 872      | 100,00       | 113 870     | 100,00      |  |
| Abstentions                                   | Abstentions          | Abstentions    | 45 942       | 40,35        | 57 659      | 50,64       |  |
| Votants                                       | Votants              | Votants        | 67 930       | 59,65        | 56 211      | 49,36       |  |
| Blancs et nuls                                | Blancs et nuls       | Blancs et nuls | 1 031        | 1,52         | 7 592       | 13,51       |  |
| Exprimés                                      | Exprimés             | Exprimés       | 66 899       | 98,48        | 48 619      | 86,49       |  |
| Source : Ministère de l'Intérieur et Le Monde |                      |                |              |              |             |             |  |

### Élections de 2017
|                     |                                                           |                           |                           |                          |                          |
|                     |                                                           | Premier tour 11 juin 2017 | Premier tour 11 juin 2017 | Second tour 18 juin 2017 | Second tour 18 juin 2017 |
|                     |                                                           |                           |                           |                          |                          |
|                     |                                                           | Nombre                    | % des inscrits            | Nombre                   | % des inscrits           |
| Inscrits            | Inscrits                                                  | 122 019                   | 100,00                    | 122 015                  | 100,00                   |
| Abstentions         | Abstentions                                               | 56 983                    | 46,70                     | 67 203                   | 55,08                    |
| Votants             | Votants                                                   | 65 036                    | 53,30                     | 54 812                   | 44,92                    |
|                     |                                                           |                           | % des votants             |                          | % des votants            |
| Bulletins blancs    | Bulletins blancs                                          | 884                       | 1,36                      | 3 404                    | 6,21                     |
| Bulletins nuls      | Bulletins nuls                                            | 448                       | 0,69                      | 1 643                    | 3,00                     |
| Suffrages exprimés  | Suffrages exprimés                                        | 63 704                    | 97,95                     | 49 765                   | 90,79                    |
|                     |                                                           |                           |                           |                          |                          |
| Étiquette politique | Étiquette politique                                       | Voix                      | % des exprimés            | Voix                     | % des exprimés           |
|                     |                                                           |                           |                           |                          |                          |
|                     | Stéphane Buchou La République en marche                   | 24 930                    | 39,13                     | 29 940                   | 60,16                    |
|                     | Florence Pineau Les Républicains                          | 9 600                     | 15,07                     | 19 825                   | 39,84                    |
|                     | Noël Faucher Divers droite (Les Républicains diss.)       | 8 497                     | 13,34                     |                          |                          |
|                     | Corinne Fillet Front national                             | 7 578                     | 11,90                     |                          |                          |
|                     | Alain Darmey La France insoumise                          | 5 414                     | 8,50                      |                          |                          |
|                     | Anthony Pitalier Parti socialiste                         | 2 540                     | 3,99                      |                          |                          |
|                     | Laurent Akriche Europe Écologie Les Verts                 | 1 960                     | 3,08                      |                          |                          |
|                     | Catherine Bessonnet Debout la France                      | 1 283                     | 2,01                      |                          |                          |
|                     | Caroline Pottier Parti communiste français                | 1 064                     | 1,67                      |                          |                          |
|                     | Jean-François Nicolas Lutte ouvrière                      | 399                       | 0,63                      |                          |                          |
|                     | Jean-François Marre Divers (Union populaire républicaine) | 337                       | 0,53                      |                          |                          |
|                     | Corentin Dattin Divers (Allons enfants)                   | 102                       | 0,16                      |                          |                          |

### Élections de 2022
| Résultats des élections législatives des 12 et 19 juin 2022 de la 3e circonscription de Vendée |                          |                          |              |              |             |             |
| Candidat                                                                                       | Candidat                 | Parti et coalition       | Premier tour | Premier tour | Second tour | Second tour |
| Candidat                                                                                       | Candidat                 | Parti et coalition       | Voix         | %            | Voix        | %           |
|                                                                                                | Stéphane Buchou          | LREM (ENS)               | 23 870       | 36,07        | 36 145      | 61,48       |
|                                                                                                | Corinne Fillet           | RN                       | 14 154       | 21,39        | 22 644      | 38,52       |
|                                                                                                | Aurélien Mauger          | LFI (NUPES)              | 11 546       | 17,45        |             |             |
|                                                                                                | Alain Blanchard          | LR (UDC)                 | 10 475       | 15,83        |             |             |
|                                                                                                | Benjamin André           | V                        | 2 884        | 4,36         |             |             |
|                                                                                                | Armelle Guénolé          | DLF (UPF)                | 1 355        | 2,05         |             |             |
|                                                                                                | Jean-Baptiste Moreau     | LMR                      | 1 140        | 1,72         |             |             |
|                                                                                                | Philippe Festien         | LO                       | 749          | 1,13         |             |             |
| Votes valides                                                                                  | Votes valides            | Votes valides            | 66 173       | 97,99        | 58 789      | 91,97       |
| Votes blancs                                                                                   | Votes blancs             | Votes blancs             | 928          | 1,37         | 3 674       | 5,75        |
| Votes nuls                                                                                     | Votes nuls               | Votes nuls               | 431          | 0,64         | 1 462       | 2,29        |
| Total                                                                                          | Total                    | Total                    | 67 532       | 100          | 63 925      | 100         |
| Abstention                                                                                     | Abstention               | Abstention               | 67 719       | 50,07        | 71 334      | 52,74       |
| Inscrits / participation                                                                       | Inscrits / participation | Inscrits / participation | 135 251      | 49,93        | 135 259     | 47,26       |

### Élections de 2024
| Résultats des élections législatives des 30 juin et 7 juillet 2024 de la 3e circonscription de la Vendée |                                 |                                        |                          |              |              |             |             |
| Candidat                                                                                                 | Candidat                        | Parti et coalition                     | Nuance                   | Premier tour | Premier tour | Second tour | Second tour |
| Candidat                                                                                                 | Candidat                        | Parti et coalition                     | Nuance                   | Voix         | %            | Voix        | %           |
| | Pascal Dubin                    | RAD (RN)                               | UXD                      | 33 545       | 35,59        | 40 530      | 43,57       |
| | Stéphane Buchou                 | Renaissance (ENS)                      | ENS                      | 32 889       | 34,89        | 52 496      | 56,43       |
| | Pascale Marchand                | La France insoumise (NFP)              | UG                       | 15 466       | 16,41        |             |             |
| | Noël Faucher                    | apparenté Les Républicains             | DVD                      | 8 221        | 8,72         |             |             |
| | Éric Mauvoisin-Delaveaud        | Rassemblement vendéen (Front Patriote) | EXD                      | 1 895        | 2,01         |             |             |
| | Armelle Marie Geneviève Guénolé | Debout la France                       | DSV                      | 1 428        | 1,51         |             |             |
| | Philippe Festien                | Lutte ouvrière                         | EXG                      | 817          | 0,87         |             |             |
| Votes valides                                                                                            | Votes valides                   | Votes valides                          | Votes valides            | 94 261       | 97,08        | 93 026      | 94,99       |
| Votes blancs                                                                                             | Votes blancs                    | Votes blancs                           | Votes blancs             | 1 883        | 1,94         | 3 402       | 3,47        |
| Votes nuls                                                                                               | Votes nuls                      | Votes nuls                             | Votes nuls               | 954          | 0,98         | 1 501       | 1,53        |
| Total | Total                           | Total                                  | Total                    | 97 098       | 100          | 97 929      | 100         |
| Abstention                                                                                               | Abstention                      | Abstention                             | Abstention               | 39 795       | 29,07        | 38 958      | 28,46       |
| Inscrits / participation                                                                                 | Inscrits / participation        | Inscrits / participation               | Inscrits / participation | 136 893      | 70,93        | 136 887     | 71,54       |